# Lac Goussinoïe
Le lac Goussinoïe (en russe : Гусиное озеро) est un lac situé dans la République de Bouriatie, en Russie et dans la partie sud-est de la Sibérie. 

## Géographie
Le lac se trouve à 100 km au sud-ouest d'Oulan-Oude, la capitale de la Bouriatie, et à 80 km de la frontière mongole. Le lac Goussinoïe a 24,5 km de longueur et environ 7 km de largeur.
Le lac est alimenté en grande partie par le Tsagan Gol, un défluent de la rivière Temnik.
Sur la rive septentrionale du lac se trouve la ville de Goussinooziorsk et ses temples bouddhistes, et une importante centrale thermique.